# سلتیک راک
سلتیک راک (انگلیسی: Celtic rock) یک ژانر از فولک راک و همچنین شکلی از سلتیک فیوژن است که موسیقی سلتیک، ساز و مضامین را در زمینه موسیقی راک ترکیب می‌کند. از اوایل دهه ۱۹۷۰ پربار بوده است و می‌توان آن را به عنوان پایه‌ای کلیدی برای توسعه گروه‌های سلتیک موفق و نوازندگان محبوب موسیقی و همچنین ایجاد مشتقات مهم از طریق ادغام بیشتر در نظر گرفت. این سبک موسیقی، نقش عمده ای در حفظ و تعریف هویت‌های منطقه ای و ملی و در پرورش فرهنگ پان سلتیک ایفا کرده است. همچنین به انتقال آن فرهنگ‌ها به مخاطبان خارجی کمک کرده است.